# Andrena sola
Andrena sola là một loài Hymenoptera trong họ Andrenidae. Loài này được Viereck mô tả khoa học năm 1916.